# Ağaçlı, Eyüp
Ağaçlı là một xã thuộc huyện Eyüp, tỉnh Istanbul, Thổ Nhĩ Kỳ. Dân số thời điểm năm 2010 là 632 người.